# Radek Ptáček
Radek Ptáček (26. prosince 1975 Praha – 1. září 2024) byl český klinický psycholog, psychoterapeut, soudní znalec a profesor lékařské psychologie. Odborně se zabýval kromě jiného psychologií dítěte a forenzní psychologií.

## Vzdělání a profesní kariéra
V roce 2000 absolvoval Pedagogickou fakultu Univerzity Karlovy, obor pedagogika psychologie, následně roce 2005 Filozofickou fakultu Univerzity Karlovy. V roce 2006 získal titul Ph.D. na Fakultě sociálních studií Masarykovy univerzity v oboru Obecná psychologie. V roce 2015 se habilitoval na 1. lékařské fakultě Univerzity Karlovy  v oboru lékařské psychologie. V tomtéž oboru se v roce 2018 stal prvním profesorem v Česku.
Paralelně získal atestaci v oboru klinické psychologie a psychoterapie. V roce 2007 byl jmenován soudním znalcem pro obory klinické psychologie, psychologie a pedagogiky.[zdroj⁠?!] Absolvoval řadu odborných kurzů a stáží v Evropě, USA (např. State University of New York, Harvardova univerzita) i Asii (např. Pavlodar State University – Kazachstán, Mol Tor Koz – Kyrgyzstán).
Byl autorem řady vědeckých, vzdělávacích nebo popularizačních projektů; mimo jiné hlavním iniciátorem a organizátorem série konferencí a monografií Etika a komunikace v medicíně, za kterou spolu s Petrem Bartůňkem získal ocenění rektora Univerzity Karlovy. Jeho publikace dosáhly v domácí i světové odborné literatuře více než 1000 citací (k 25.8.2024).

### Odborné funkce
- 2019 – Člen Výboru pro práva dítěte Vlády České republiky
- 2018 International Congress of Child Protection (IPSCAN) - Chair of congress
- 2018 International Neuropsychological World Congress (INS) - Member of  Organizational committee
- 2018 International congress of Child psychiatry (IACAPAP) - Member of Scientific board
- 2017 European Regional Conference 2017 (ISPCAN) - Member of Scientific committee
- 2016 Národní ústav pro vzdělávání – Člen pracovní skupiny k revizi posuzování psychické způsobilosti pedagogických pracovníků v zařízeních pro výkon ústavní a ochranné výchovy
- 2012 – Odborný garant a vedoucí sekce „Lékařská psychologie“ České lékařské komory
- 2011 – Předseda organizačního výboru konferencí „Etika a komunikace v medicíně“
- 2011 – 2012 Předseda poradního sboru MPSV (pro zprostředkování náhradní rodinné péče)
- 2011 člen nezávislé expertní komise MPSV
- 2011 Ministerstvo práce a sociální věcí – Člen pracovní skupiny k babyboxům
- 2008 – člen oborové rady a školitel pro postgraduální studium lékařské psychologie a psychopatologie 1. LF UK,
- 2006 – člen Rady pro vzdělávání České lékařské komory,

### Členství v redakčních radách
Působil v redakčních radách odborných časopisů: Medical Science Monitor, Neuroendocrinology Letters, Activitas Nervosa Superior, Rediviva Activitas Nervosa Superior, Journal of Abnormal Child Psychology, Cogmed Journal, Pacientské listy, Rodinné listy.

## Úmrtí
Radek Ptáček odjel v neděli 1. září 2024 v odpoledních hodinách autem z domu, podle jeho slov do práce. Rodina jej začala pohřešovat i v souvislosti se zprávami, které odeslal manželce, vyznívajícími jako loučení. Kriminalisté z územního odboru Praha-venkov Západ po něm vyhlásili 3.9.2024 pátrání. Policie České republiky 3. září 2024 večer zveřejnila informaci, že 48letého psychologa nalezla mrtvého. Podle informací serveru Blesk.cz jej kriminalisté našli v jednom z hotelů ve Vinohradské ulici v Praze. Podle policejní zprávy nic nenasvědčovalo cizímu zavinění. To však nebylo definitivně vyloučeno a proto byla nařízena soudní pitva.

## Ocenění
- 2017 – Cena rektora Univerzity Karlovy (Cena Bedřicha Hrozného za nejlepší tvůrčí počin)
- 2013 – Autor nejlepší zdravotnické publikace (Euthanasie – pro a proti) za rok 2013 (Grada)
- 2010 – Cena děkana Lékařské fakulty Univerzity Komenského v Bratislavě „Za dlouhodobou spolupráci v oblasti vzdělávaní“

## Dílo (výběr)
Monografie
- Ptáček, R., & Pemová, T. (2024). Sdílené rodičovství. Praha: Portál.
- Ptáček, R., & Ptáčková, H. (2017). ADHD – variabilita v dětství a dospělosti. Praha: Karolinum.
- Ptáček, R., & Novotný, M. (Eds.). (2017). Biofeedback v teorii a praxi. Praha: Grada.
- Ptáček, R., & Bartůněk, P. (Eds.). (2017). Informovaný souhlas – etické, právní, psychologické a klinické aspekty. Praha: Grada.
- Pemová, T., & Ptáček, R. (2016). Zanedbávání dětí – příčiny, důsledky, hodnocení. Praha: Grada.
- Ptáček, R., & Bartůněk, P. (Eds.). (2016). Kontroverze současné medicíny. Praha: Mladá Fronta.
- Ptáček, R., & Bartůněk, P. (Eds.). (2015). Lékař a pacient v moderní medicíně. Praha: Grada.
- Ptacek, R., & Kuzelova, H. (2015). ADHD - Variability Between Mind and Body. New York: Nova Science Publishers Inc.
- Ptáček, R., & Bartůněk, P. (Eds.). (2014). Etické problémy medicíny na prahu 21. století. Praha: Grada.
- Ptáček, R., & Bartůněk, P. (Eds.). (2013). Lege artis v medicíně. Praha: Grada.
- Kebza, V., Šolcová, I., Paclt, I., Ptáček, R., & Kuželová, H. (2012). Psychická zátěž, stres a psychohygiena v lékařských profesích. Praha: Grada.
- Ptáček, R., & Bartůněk, P. (Eds.). (2012). Eutanazie–pro a proti. Praha: Grada.
- Ptáček, R., & Bartůněk, P. (Eds.). (2011). Etika a komunikace v medicíně. Praha: Grada.
- Ptáček, R., Čeledová, L., Čevela, R., Kuželová, H., & Raboch, J. (2011). Stres a syndrom vyhoření u lékařů posudkové služby. Praha: Karolinum.
- Ptáček, R., Kubek, M., & Kubíček, P. (Eds.). (2011). Česká lékařská komora: historie a význam. Praha: Grada.
- Kubek, M., Kubíček, P., & Ptáček, R. (Eds.). (2016). Česká lékařská komora: 25 let. Praha: Grada.
- Ptáček, R., Kuželová, H., & Čeledová, L. (2011). Vývoj dětí v náhradních formách péče. Praha: MPSV.